# Martin Guptill
Martin James Guptill (nacido el 30 de septiembre de 1986) es un jugador de críquet de Nueva Zelanda. Guptill es el primer jugador de cricket de Nueva Zelanda y el quinto en total en haber anotado un doble siglo en un partido de cricket One Day International y tiene el récord actual de puntaje individual más alto en partidos de la Copa Mundial de Cricket y el segundo puntaje más alto en One Day. Internacionales de 237 no se agota. El cricket de Nueva Zelanda le otorgó el premio Twenty20 Player of the Year en la temporada 2011-12.

## Trayectoria deportiva
El 10 de enero de 2009, Guptill hizo su debut en One Day International (ODI) con Nueva Zelanda contra las Indias Occidentales. El 15 de febrero de 2009, Guptill hizo su debut en el Twenty20 con Nueva Zelanda contra Australia. Hizo su debut en Test Cricket contra India en la primera prueba en Hamilton en marzo de 2009.
En abril de 2019, Guptill fue incluido en el equipo de Nueva Zelanda para la Copa Mundial de Cricket de 2019. En agosto de 2021, fue incluido en el equipo de Nueva Zelanda para la Copa del Mundo ICC Men's Twenty20 de 2021.